# HMS A10
Pour les articles homonymes, voir A10.
Le HMS A10 était un sous-marin britannique de classe A, construit pour la Royal Navy au cours de la première décennie du XXe siècle. Après avoir survécu à la Première Guerre mondiale, il a été vendu à la ferraille en 1919.

## Conception
Le HMS A10 faisait partie de la première classe de sous-marins de conception britannique, bien que légèrement plus gros, plus rapide et plus lourdement armé que le navire de tête, le HMS A1. Ces sous-marins avaient une longueur totale de 32 mètres, un maître-bau de 3,9 m et un tirant d'eau moyen de 3,3 m. Ils avaient un déplacement de 190 tonnes en surface et 209 tonnes en immersion. Les sous-marins de classe A avaient un équipage de 2 officiers et 11 matelots.
Pour la navigation en surface, les navires étaient propulsés par un unique moteur à essence Wolseley à 16 cylindres de 450 chevaux-vapeur (336 kW) qui entraînait un unique arbre d'hélice. Lorsqu’ils étaient en immersion, l’hélice était entraînée par un moteur électrique de 150 chevaux (112 kW). Ils pouvaient atteindre 10 nœuds (19 km/h) en surface et 7 nœuds (13 km/h) sous l’eau. À la surface, le HMS A2 avait un rayon d'action de 320 milles marins (590 km) à 10 nœuds (19 km/h). En immersion, l’autonomie était de seulement 30 milles marins (56 km) à 5 nœuds (9,3 km/h).
Ces navires étaient armés de deux tubes lance-torpilles de 18 pouces (450 mm) à l’avant. Ils pouvaient transporter une paire de torpilles de rechange, mais en général, ils ne le faisaient pas, de sorte qu’ils devaient compenser leur poids par un poids équivalent de carburant.

## Engagements
Le HMS A10 a été commandé à Vickers dans le cadre du programme naval de 1903-1904. Il fut construit à leur chantier naval de Barrow-in-Furness. Sa quille fut posée en 1903, il fut lancé le 8 février 1905 et achevé le 3 juin 1905. Il est entré en collision avec le cuirassé HMS Empress of India dans le Plymouth Sound le 30 avril 1906.
Le HMS A10 a été vendu à la ferraille à la Ardrossan Drydock Company d’Ardrossan, en Écosse, le 1er avril 1919.